# Відносини Швейцарії та Уругваю

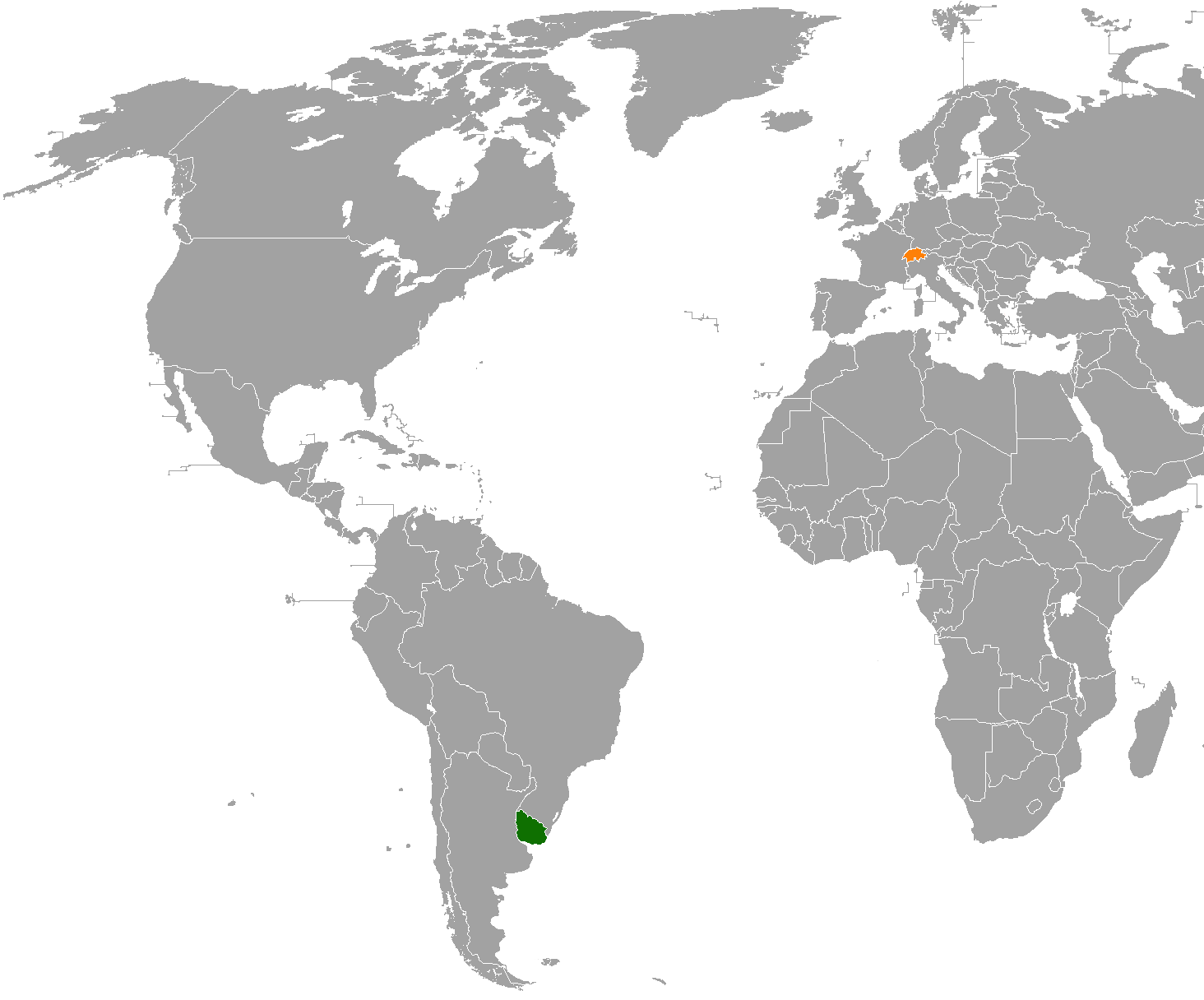

Швейцарсько-уругвайські відносини — зовнішні відносини між Уругваєм і Швейцарією. Обидві країни мають довгу історію взаємних економічних відносин, і вони встановили дипломатичні відносини в 1828 році. Уругвай став популярним місцем для швейцарських мігрантів, починаючи з 1860-х років. У 20-му столітті Уругвай дивився на Швейцарію як на модель уряду, історичні та культурні зв’язки сягають принаймні 19-го століття. У 2008 році в Уругваї проживало 956 осіб зі швейцарськими паспортами. Уругвай був описаний як «Швейцарія Америки» в статті New York Times 1951 року за його популярність як притулок для капіталу, який тікав з Європи в той час, і прийняття банківського законодавства, натхненного Швейцарією.  Томас Дж. Найт також писав, що «Уругвай протягом більшої частини своєї історії був «Швейцарією» Південної Америки». 

## Історія
У 1860 році Базельський банк Siegrist und Fender придбав сільськогосподарські землі в Уругваї. Незабаром перші громадяни Швейцарії переїхали до Уругваю з метою обробляти землю як фермери, де близько 1862 року вони заснували колонію Нуева Гельвесія. У 1931 році Уругвай закликав до парламентської системи за швейцарським зразком.
Під час обох світових воєн Швейцарія виступала посередником між Уругваєм і Німеччиною. Ближче до кінця Першої світової війни, у 1918 році, після інциденту, коли німецький підводний човен захопив делегацію, надіслану Уругваєм до Франції, «Уругвай змусив Німеччину через Швейцарію запитати, чи розуміє Німеччина стан війни між двома країнами.  Знову ж таки, під час Другої світової війни Швейцарія, як держава-захисник, представляла Уругвай у Німеччині, Італії, Угорщині та Франції.
Швейцарська торгова палата існує в Уругваї з 1944 року. Після Корейської війни Уругвай прийняв банківські закони за швейцарським зразком і став «Швейцарією Америки».
Швейцарський експорт до Уругваю в 2008 році склав 127,6 мільйонів швейцарських франків, а імпорт зі Швейцарії в 2008 році становив 66 мільйонів швейцарських франків .

## Посольства та консульства
Уругвай має посольство в Берні, генеральне консульство в Женеві і почесне консульство в Базелі. З 1947 року Швейцарія має дипломатичне представництво в Монтевідео.
Швейцарські представництва в Монтевідео: 
- 1859 віце-консульство[2]
- 1864 консульство
- 1921 генеральне консульство
- 1947 легація[2]
- 1963 посольство

## Населення
Громадяни Уругваю, які проживають у Швейцарії. Це не включає подвійне громадянство.
| Year | Population |
| ---- | ---------- |
| 1995 | 688        |
| 2000 | 563        |
| 2005 | 491        |
| 2007 | 478        |

## Двосторонні договори
- Договір про видачу від 27 лютого 1923 р. [14]
- Торгова угода від 4 березня 1938 року[1][15]
- Угода про повітряні перевезення від 16 вересня 1960 року[16]
- Угода про заохочення та захист інвестицій від 7 жовтня 1988 року, набула чинності 22 квітня 1991 року[1][17][18]